# 瑟朗
瑟朗（法語：Serans，法語發音：[səʁɑ̃] ⓘ）是法国瓦兹省的一个市镇，属于博韦区。该市镇总面积8.79平方公里，2009年时的人口为231人。

## 人口
瑟朗人口变化图示